# Raczyce (Sainte-Croix)
Pour les articles homonymes, voir Raczyce.
Raczyce est une localité polonaise de la gmina de Gnojno, située dans le powiat de Busko en voïvodie de Sainte-Croix.